# Ablazione transcatetere
L'ablazione transcatetere è una pratica mininvasiva utilizzata nella cura delle aritmie.
La procedura viene svolta in un laboratorio di elettrofisiologia cardiaca, in associazione a uno studio elettrofisiologico del cuore.
L'intervento si pratica introducendo un catetere per via percutanea attraverso una vena femorale (e talvolta una vena giugulare interna). La punta del catetere (detto catetere ablatore) viene posizionata in specifiche localizzazioni all'interno delle cavità cardiache e viene somministrata una stimolazione elettrica al miocardio, allo scopo di studiare la conduzione cardiaca e le eventuali aritmie.
Una volta studiato il sistema di conduzione del paziente, e dopo aver confermato l'eventuale esistenza di un'alterazione del ritmo cardiaco, attraverso il catetere viene fatta passare una corrente elettrica a radiofrequenza che, riscaldando la punta metallica, provoca la distruzione del tessuto miocardico patogeno responsabile dell'innesco o del mantenimento dell'aritmia, senza danneggiare i tessuti sani circostanti.

## Indicazioni
L'ablazione mediante radiofrequenza è in grado di trattare in sicurezza, e spesso di curare, numerosi tipi di aritmie, consentendo di evitare l'utilizzo di farmaci antiaritmici.
Si utilizza nel trattamento della tachicardia atriale focale, nelle tachicardie da rientro, nelle tachicardie reciprocanti come la sindrome di Wolff-Parkinson-White, nel flutter e nella fibrillazione atriale.

## Complicanze
L'introduzione di un catetere all'interno del cuore, associata o meno alla somministrazione di energia termica, comporta un rischio di perforazione e di tamponamento cardiaco. La perforazione rappresenta raramente una complicanza tale da mettere in pericolo la vita, soprattutto se riconosciuta tempestivamente e se il paziente non è in trattamento anticoagulante..